# ТойХтоПройшовКрізьВогонь
«ТойХтоПройшовКрізьВогонь» альтернативне написання назви «Той, хто пройшов крізь вогонь» — український художній фільм режисера Михайла Іллєнка. Вийшов в український прокат 2 лютого 2012.
Фільм розповідає про долю хлопця з Полтавщини, Івана Додоки, який стає радянським військовим льотчиком, Героєм Радянського Союзу. Але доля складається так, що йому доводиться пройти німецький полон, радянські табори, і зрештою, потрапити до Канади, де він стає вождем тамтешнього індіанського племені.
Прототип головного героя — льотчик-ас часів Другої світової війни Герой Радянського Союзу, гвардії старший лейтенант Іван Даценко, командир ланки 10-го гвардійського авіаційного полку 3-ї гвардійської авіаційної дивізії 3-го гвардійського авіаційного корпусу авіації дальньої дії, уродженець села Чернечий Яр під Диканькою, який нібито після нацистського і радянського полонів потрапив у Канаду, де став вождем індіанського племені, що входило до конфедерації ірокезів.
Сюжет фільму дещо перекликається з іншою стрічкою Михайла Іллєнка — фільмом «Фучжоу» (1994). Зокрема, у «ТойХтоПройшовКрізьВогонь» звучить музика з Фучжоу, в хаті Івана висить картина з зображенням Фучжоу, яку намалював сліпий художник — герой фільму «Фучжоу».

## Сюжет
Малий Іван Додока стає свідком того, як у селян в Черничому Яру відбирають зерно. Після колективізації та арешту священика люди шукають розради й наставництва в його батька Ореста, чий дід начебто був характерником. Потай від влади він зберігає у сховку в хаті ікону.
Ставши дорослим, Іван іде до Червоної армії в льотчики. Йому доручають розшукати зниклого пілота, котрий зазнав аварії. Додока вирушає на пошуки з медсестрою Любов'ю Карімовою та стикається біля місця аварії з вовчицею. Медсестра таємничими словами заспокоює вовчицю. Згодом Іван робить Любові пропозицію одружитись і вона погоджується.
Якось Іван потрапляє на гуптвахту. Його відвідує односельчанин Степан Шуліка, котрий розповідає, що його батька заарештовано через знахідку сховку. Степан, скориставшись нагодою, залицяється до Любові і, коли починається Німецько-радянська війна, починає відбирати листи, які пише Іванові Любов. Натомість він пише їй власні, сподіваючись на взаємність. На одному з вильотів Іван знаходить кохану в рідному селі і вони розписуються. Пару відвідує ворожка Стефа, котра пророкує, що Іван стане головою колгоспу та матиме дванадцять дітей, але тільки одного сина від Любові.
Іван здобуває Золоту зірку, стає Героєм Радянського союзу, і вирушає на дедалі небезпечніші вильоти. Одного разу його літак збивають, Іван потрапляє в полон. Коли він знаходиться, Івана за наклепом Степана (який на той час вже рухається кар'єрними сходами у НКВС) кидають в табори як німецького шпигуна.
Минає десять років, Любов, не покидаючи надії знайти Івана, звертається по допомогу до Степана. Той обіцяє знайти його, якщо Любов народить йому сина, адже Степанова дружина безплідна. Іван же, перебуваючи в таборах, переконує інших ув'язнених, що батько навчив його характерництву. Забобонні в'язні слухаються його і якось Іван ділиться з ними планами відплатити Степанові. Вісті про це доходять до Степана, котрий вигадує, як убити суперника. Івана мають застрелити нібито при спробі втечі. Та він тікає і дістається до Кариму, звідки родом Любов. Степан, дізнавшись про втечу, здогадується, що Іван буде там.
Іван допомагає кримінальному авторитетові Угрюм-руці, котрий обіцяє віддячити. Спершу Іван глузує з агента НКВС, помічника Степана — в перукарні поплічники Угрюм-руки підмішують до одеколону чорнило, котрим він прискається. Той розуміє, що Іван близько, але не встигає його наздогнати. Угрюм-рука розповідає, що він — батько Любові та радить знайти контрабандиста, у якого можна сховатися. Він відмовляє від пошуків Любові, адже тоді Івана схоплять. Угрюм-рука лиш передає малюнки сина Любові, Вані, з яких Іван розуміє, що Любов його не забула.
Зрештою Любов погоджується народити сина Степанові, але спершу вимагає розказати, де Іван. У цю мить Додока вривається до квартири та б'є Степана, після чого так само несподівано зникає. Пересвідчившись, що Любов жива, Іван вирушає на далеку північ, де контрабандист готується переправити його літаком до Канади. Додока викрадає літака, щоб ніхто точно не знав, куди він летить.
Любов оселяється в Черничому Яру. Степан приїжджає туди та відвідує Стефу. Ворожка каже, що Іван на кладовищі, але пташиному. Сам Іван тим часом подорожує безлюдними лісами. Він рятує від вовків індіанця, котрий дає йому прихисток у своєму племені та дає ім'я ТойХтоПройшовКрізьВогонь. Іван оселяється на «кладовищі» старих літаків в індіанській резервації. Він планує відремонтувати літак, аби повернутися в Україну та помститися Степанові. Йому допомагає донька врятованого індіанця Тінь ластівки. Між тим Іван розповідає індіанцям про Україну, знайомить їх з народними піснями, стаючи популярним у дітей.
Степан відчуває, що Іван насправді живий. Той ввижається Степанові як індіанець, що хоче зняти скальп. Через польського льотчика Жирара, з яким Іван познайомився на війні, Любов дізнається, що Іван живий і перебуває в Канаді. Невдовзі її знаходять убитою. Ванею опікується Микола, колишній Іванів командир. Тінь ластівки закохується в Івана і розбиває його літак, щоб він лишився в Канаді.
Одного разу до Канади прибуває делегація радянських колгоспників. На кукурудзяному полі її голова (колишній працівник НКВС, той самий агент який розшукував Івана за завданням Степана) запитує в індіанця, де знаходиться телеграф, і отримує відповідь українською мовою. Степана після новини про це знову починають мучити видіння, він марно тікає від них, поки не падає з вікна і розбивається.
Іван пише синові листа, не знаючи, чи дійде його повідомлення з Канади. Він будує хату та одружується з Тінню ластівки за українським звичаєм, навчивши індіанців пісень.

## У ролях
- Дмитро Лінартович — Іван Додока
- Віталій Лінецький — Степан Шуліка
- Ольга Гришина — Любов Карімова
- Іванна Іллєнко — Тінь ластівки
- Олексій Колесник — Вождь індіанців
- Олег Примогенов — Наскрізний
- Віктор Андрієнко — Смирнов
- Олександр Ігнатуша — Угрюм-рука
- Галина Стефанова — Баба Стефа
- Артем Антонченко — Микола Єрьомін
- Марина Юрчак — Надія Ракітіна
- Микола Боклан — Орест (батько Івана)
- Сергій Соловйов — Ракітін
- Ірина Бардакова — Маргарита
- Денис Карпенко — Жерар
- Володимир Левицький — Угол
- Олег Цьона — Пальоний
- Сергій Федоренко — Старшина
- Лев Левченко — Ваня (син Івана)
- Ярослав Білоног — Маленький Іван

## Виробництво

### Кошторис
Кошторис фільму склав 16 мільйонів гривень. Держкіно виділило на зйомки більше 10 мільйонів, решту вклав продюсерський центр «ІнсайтМедіа». Відомо, що продюсер фільму Андрій Суярко також намагався назбирати $1,5 тис. на спільнокошт-платформі Indiegogo, але безуспішно.

### Місця зйомок
Більшість зйомок відбувалися в Україні впродовж 2008–2010 років. Знімали в Києві, Київській області, зокрема студентському містечку під Ржищевим, у Кам'янці-Подільському та його околицях. Використовували руїни старих будівель, макет літака. Один епізод було знято в горах на кордоні Аргентини та Чилі, куди Михайло Іллєнко потрапив разом із командою яхти «Купава», з якою приплив з України.

### Фільмування
Під час зйомок фільму використано легкий двомісний літак Best Off Sky Ranger, який виробляється київською авіабудівною фірмою Аерос. Особливістю літака є те, що він побудований з дюралюмінієвих труб, які формують каркас, та обтягнутий спеціальною тканиною «дакрон». Маса літака становить 250 кг, а вартість 18 тис. дол. США.

## Реліз

### Потрапляння в інтернет піратської копії
Наприкінці зими 2011 року, ще до початку кінопрокату фільму в кінотеатрах, в інтернеті з'явилась копія робочої версії фільму. За словами режисера Михайла Іллєнка, там були відсутні деякі кадри, несинхронні репліки, не та музика, видний таймкод, зелений фон. Згодом продюсер фільму Володимир Філіппов публічно попрохав не поширювати піратських копій фільму.

### Кінотеатральний реліз
Початково планувалося, що фільм вийде в широкий український прокат 19 січня 2012 року, але 19 січня розпочалися лише передпрем'єрні покази у різних містах Україна, а широкий прокат стрічки розпочався 2 лютого 2012. Дистриб'ютором виступила компанія B&H.

## Касові збори
У перший тиждень широкого прокату (2-5 лютого 2012 року) стрічку демонстрували на 16 екранах. Фільм протримався п'ять тижнів в українському прокаті й за ці п'ять тижнів зібрав ₴1,4 млн. ($174,289 тис.). За даними Держкіно всього фільм переглянуло більше 60 тисяч глядачів.

## Нагороди та номінації
Гран-прі ІІІ Київського міжнародного кінофестивалю (2011).
Головна нагорода «Золотий Витязь» у номінації «Повнометражний ігровий фільм» на Омському кінофестивалі (2012)
Спецдиплом журі та Приз Гільдії кінознавців і кінокритиків Слон відкритого фестивалю кіно країн СНД, Латвії, Литви і Естонії «Кіношок-2012»
5 серпня 2012 року, Український Оскарівський комітет ухвалив рішення номінувати цей фільм на премію «Оскар» у номінації «Найкращий фільм іноземною мовою», але фільм так і не був номінований.

## Відгуки кінокритиків
Українські кінокритики загалом схвально відгукнулися про стрічку.
Так, кінокритик журналу «Тиждень» Ярослав Підгора-Гвяздовський позитивно оцінив фільм, оцінивши стрічку у 3/5: «Можна констатувати — „Той, хто пройшов крізь вогонь“ пройшов іспит, і по 5-більній системі заслужив міцну 3-ку». Кінооглядач відзначив тон кадру, панорами природи, наявність дотепних жартів, чудову гру Віталія Лінецького та майстерний монтаж окремих сцен. «…можна сказати, що такої графіки в українському кіно ще не було — можна було цілком повірити в матеріальність літаків, які досить часто ширяли екранним небом, стріляючи і розриваючись на шматки» — зазначав кінокритик. Водночас щодо подачі сюжету він відгукнуся: «На превеликий жаль, „Той, хто пройшов вогонь“ є набором складених паралельно — а не в одну виструнчену лінію — шматків, які з'єднуються умовно, лише в уяві глядача і то на межі можливостей».
На думку Павла Солодька, про що він писав у «Історичній правді», цей фільм «Саме те, що можна крутити в театрах для масового глядача… Бо останнім часом наш кінематограф здобував лаври глючними сюжетами, коротким метром, „нестандартними“ зйомками та іншими фішками, спрямованими на вибагливе журі фестивалів». Він зауважував: «Особливо патріотично налаштованих глядачів може обурити російська мова, але вона теж виглядає природно. Зрештою, а як мали розмовляти у Робітничо-Селянській Червоній армії?».
Михайло Бриних стверджував: «Наважусь стверджувати, що „ТойХтоПройшовКрізьВогонь“ не гріх і переоцінити, адже цей витвір (як, приміром, і роман Василя Шкляра „Чорний ворон“) має більше суспільне значення, ніж суто кінематографічне. Це ще один важливий етап подолання комплексу національної культурної меншовартості…».